# Natri hydro citrat
Dinatri citrat, hay đúng hơn là dinatri hydro citrat, là một muối axit của axit citric với công thức hóa học là Na2C6H6O7. Nó được dùng làm chất chống oxy hóa trong thực phẩm, cũng như để cải thiện hiệu quả của các chất chống oxy hóa khác. Ngoài ra nó còn được dùng làm chất điều chỉnh độ axit và phụ gia cô lập. Các sản phẩm tiêu biểu gồm gelatin, các loại kẹo mứt, kem lạnh, nước uống có ga, sữa bột, rượu vang, và phô mai qua chế biến.
Natri hydro citrat có thể được dùng cho bệnh nhân để làm dịu sự khó chịu từ bệnh nhiễm trùng đường tiểu.